# Magmatická diferenciace
Magmatická diferenciace, diferenciace magmatu, je název pro soubor různých chemických či fyzikálních změn, které se odehrávají v magmatu.
Díky diferenciaci může být homogenní magma rozděleno na více oddělených složek různého složení. Z každé takové složky tak mohou těmito procesy po chemické i mineralogické stránce vzniknout odlišné horniny.

## Základní příčiny diferenciace
Roztavená hornina se nazývá primární tavenina. Neproběhla v ní žádná diferenciace a představuje počáteční skladbu magmatu. V přírodě je její výskyt vzácný (leukosomní migmatity jsou dobrý příklad), většinou se jako primární označují taveniny přímo ze zemského pláště (primitivní magma). Pro geology jsou velmi zajímavé, protože odrážejí chemické složení pláště bez větších odchylek.
Hlavní příčinou diferenciace magmatu je jeho chladnutí a s tím spojené změny chemického složení magmatu. Je to nevyhnutelný důsledek migrace magmatu od místa jeho vzniku do chladnějších míst zemské kůry. Chladnutí zapříčiňuje krystalizaci minerálů z taveniny, nebo roztavené části magmatu. Roztavená část většinou tvoří směs taveniny a tuhých složek.
Další typy diferenciace způsobuje kontaminace magmatu okolními horninami, případně smíchání dvou magmat odlišného složení.
Procesy diferenciace se označují zkratkou FARM (Fractional crystalization – frakční krystalizace, Assimilation – asimilace, pohlcení, Replenishment – doplnění a Magma mixing – smíchávání magmatu).
Z fyzikálního hlediska je zvláštním souvisejícím pojmem gravitační diferenciace.

### Frakční krystalizace
Frakční krystalizace je jeden z nejdůležitějších procesů probíhajících v zemské kůře a plášti. Je to proces postupného vypadávání vykrystalizovaných minerálů z taveniny.
Na tento velmi složitý proces má vliv teplota, tlak a chemické složení samotné taveniny. Od složení magmatu se odvozuje, který minerál začne krystalizovat za určitých podmínek. Například z mafického magmatu (s velkým obsahem MgO) jako první krystalizuje forsterit nebo enstatit.

### Asimilace
Asimilace je další mechanismus objasňující odlišné chemické složení primitivního a rozvinutého magmatu. Předpokládá, že primitivní, mafické magma při svém výstupu pohlcuje a taví okolní horniny a tím dochází ke změně jeho složení.

### Doplnění
Pod doplněním magmatu se rozumí přídavek nového, horkého magmatu k předcházející „várce“, která už značně zchladla a jejíž složení se změnilo. Chladnoucí magma se ještě před přídavkem nového přesune na jiné místo v kůře, přičemž vykrystalizované tuhé fáze zůstávají na původní lokalitě.

### Smíchávání magmatu
Smíchávání magmatu předpokládá existenci dvou, případně několika magmat odlišného složení, které se v magmatickém krbu smíchají do jedné taveniny, čímž se změní její celkové složení. Například původ andezitového magmatu je vysvětlován jako důsledek smíchání bazaltového a granitového magmatu.

### Jiné mechanismy diferenciace
Konvekční proudění tepla v magmatu zapříčiňuje postupné rozložení jednotlivých frakcí v závislosti na teplotě a vytvoření tzv. laminárních proudů.

## Chování magmatu v magmatickém krbu
Granitová magmata jsou viskóznější, proto se jeví jako homogennější. Tuhnou v podobě velkých těles – plutonů, nebo batolitů. Protože jsou i chladnější, většinou v jejich případě nedochází ke kontaminaci okolními horninami, protože je nejsou schopny roztavit.
Naopak, bazaltová magmata jsou více pohyblivá a teplejší. Frakční krystalizace v nich probíhá mnohem rychleji, taktéž je u nich větší pravděpodobnost kontaminace okolními horninami.

## Kvantifikace diferenciace
Ke zjištění a kvantifikaci magmatické diferenciace se používají tyto metody:
- Geochemická analýza dané horniny ve vybraných vzorcích, k určení změn ve vývoji složení magmatu
- Geochemická analýza stopových prvků
- Izotopová analýza